# Modern Family
Modern Family (lit. ‘Família moderna’) és una sèrie de televisió còmica dels Estats Units, creada per Christopher Lloyd i Steven Levitan. Està produïda pels estudis 20th Century Fox Television i la seva cadena original d'emissió és ABC. L'episodi pilot va ser estrenat el 23 de setembre de 2009. Ha obtingut el Premi Emmy en la categoria de “Millor sèrie de comèdia” a la 62a edició.
Està gravada en forma de fals documental i se centra a mostrar el dia a dia de tres famílies molt diferents.

## Argument
Modern family mostra la vida de tres famílies, la de Jay Pritchett, el seu fill Mitchell Pritchett i la seva filla Claire Dunphy. Cada un dels tres nuclis familiars respon a un model de família diferent.
És una sèrie que no té una línia cronològica clarament definida, cada capítol explica una història diferent. Els capítols solen començar i acabar amb alguns membres de la família parlant a la càmera, com si es dirigissin a l'espectador, i contestant una qüestió en concret, a partir de la qual es desenvolupa l'episodi.

## Personatges
La trama d'aquesta sèrie gira al voltant de tres nuclis familiars, tots tres emparentats.

### Família Prittchet-Delgado
Jay Prittchet (Ed O'Neill) és un home de mitjana edat avançada, casat amb Gloria (Sofía Vergara) una dona d'edat molt inferior a ell, i padrastre de Manny (Rico Rodriguez II), fill d'un antic matrimoni de Gloria. De vegades hi ha un xoc cultural entre ell i la seva esposa i el seu fillastre, perquè tots dos són colombians.

### Família Dunphy
Claire Dunphy (Julie Bowen) és la filla gran de Jay. És mestressa de casa i una mare sobreprotectora. Està casada amb Phil Dunphy (Ty Burrell), un venedor immobiliari que pretén demostrar als seus fills que és un pare divertit. Tenen tres fills: Haley (Sarah Hyland), la típica adolescent que sempre discuteix amb els seus pares; Alex (Ariel Winter), la filla pre-adolescent i la més intel·ligent dels germans; i Luke (Nolan Gould), el més petit de la família que és una mica ingenu i entremaliat.

### Família Prittchet-Tucker
Mitchell Pritchett (Jesse Tyler Ferguson) és el fill de Jay. És homosexual, fet que no acaba d'agradar al seu pare, i viu amb el seu nòvio, Cameron Tucker (Eric Stonestreet). Tots dos acaben d'adoptar una nena vietnamita d'un any, Lily (Aubrey Anderson-Emmons).

## Emissió original als EUA
| Temporada | Capítols | Emissió                 | Emissió             | Emissió   |
| Temporada | Capítols | Primer capítol          | Darrer capítol      | Temporada |
| --------- | -------- | ----------------------- | ------------------- | --------- |
| 1         | 24       | 23 de setembre del 2009 | 19 de maig del 2010 | 2009–2010 |
| 2         | 24       | 22 de setembre del 2010 | 25 de maig del 2011 | 2010–2011 |
| 3         | 24       | 21 de setembre del 2011 | 23 de maig del 2012 | 2011–2012 |
| 4         | 24       | 26 de setembre del 2012 | 22 de maig del 2013 | 2012–2013 |